# Kalvárie (Ostré)
Kalvárie (též Kostelíčky či Kostelíky, německy Kapellenberg) je barokní poutní areál na stejnojmenném vrchu (398 m n. m.) v Ostrém v okrese Litoměřice v Ústeckém kraji. Leží asi 0,7 km jihovýchodně od vsi Ostré, která je administrativně jednou z 24 částí města Úštěka.

## Geografie
Vrch Kalvárie tvoří neovulkanický suk tvaru nesouměrné kupy ze svrchnokřídových křemenných a vápnito-jílovitých pískovců, podmíněný čedičovou horninou (subvulkanická bazaltoidní brekcie). Pahorek leží na severním okraji rozsáhlé pískovcové plošiny. Převýšení vrcholu směrem na sever je až 150 metrů nad Úštěckou kotlinou. Kromě vrcholu a části svahů je pahorek zalesněn, a to převážně listnatým lesem.

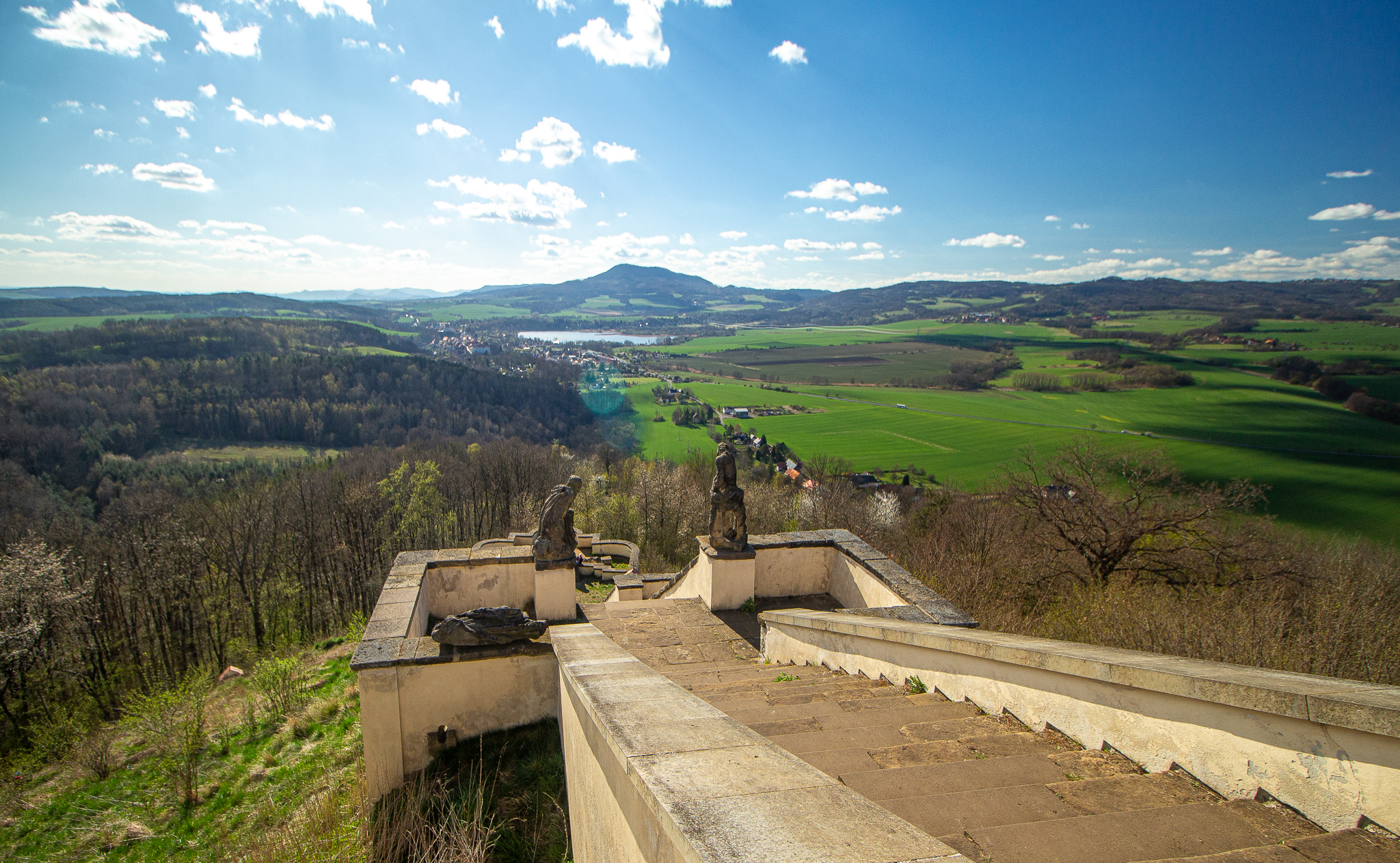
Pohled z vyhlídkové terasy Kalvárie na Úštěckou kotlinu a vrch Sedlo

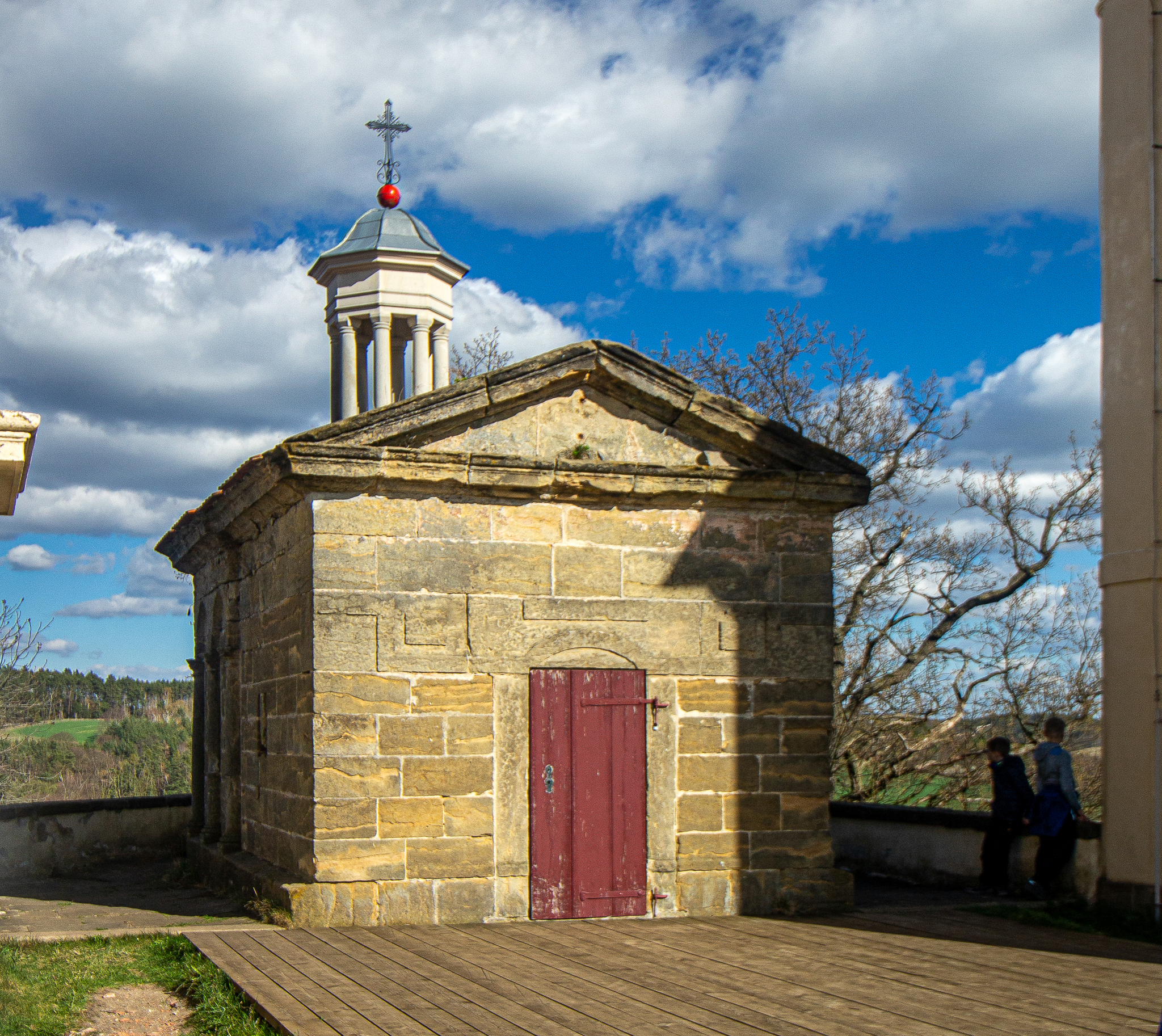
Kaple Božího hrobu na vrchu Ostrém

Geomorfologicky vrch náleží do celku Ralská pahorkatina, podcelku Dokeská pahorkatina, okrsku Polomené hory, podokrsku Brocenská pahorkatina a Rašovické části.

## Poutní areál
Poutní areál, budovaný od roku 1707 do druhé dekády 18. století, nechal vystavět Václav Růžička, hejtman zdejšího jezuitského panství se sídlem v Liběšicích. Za autora stavby bývá obvykle považován známý barokní architekt Octavio Broggio, žijící v nedalekých Litoměřicích. Komplex staveb na vrchu Kalvárie představuje mimořádně hodnotný barokní kalvárský areál jak z hlediska architektonického, tak i duchovního a krajinotvorného.
Přístupovou cestu k vrcholu Kalvárie lemuje 14 výklenkových kaplí křížové cesty z počátku 19. století, které jsou spolu s barokními sochami a terasou rovněž předmětem památkové ochrany. Křížová cesta ústí na terasu v západním svahu hory, která symbolizuje biblickou Zahradu getsemanskou. Zde se nachází torza barokních pískovcových soch klečícího Ježíše a apoštolů. Odsud stoupá na vrchol monumentální pískovcové schodiště. To je členěno dvěma podestami s výklenky osazenými pozůstatky dalších barokních soch. Na vrcholové plošině se nachází skupina tří kaplí, symetricky uspořádaných. Obě boční kaple (kaple Nalezení, kaple Povýšení svatého Kříže) mají zcela totožný věžovitý tvar. Silueta obou věží je výraznou a zdaleka viditelnou dominantou Úštěcka. Uprostřed mezi nimi se nachází přízemní, podélná kaple Božího hrobu. Duchovní správou spadají kaple na Ostrém pod děkanství v Úštěku.
V roce 2005 se poutního areálu ujala Společnost pro obnovu památek Úštěcka. Ta si dala za cíl zabránit postupující devastaci a zachovat toto přitažlivé místo pro další generace. Příležitostně se zde pořádají i kulturní akce (např. Divadlo na schodech). Změny k lepšímu jsou zde patrné každým rokem. V roce 2011 byla zcela obnovena křížová cesta včetně obrazové výzdoby.
Z vrchu je výborný výhled, zejména na Úštěckou kotlinu a České středohoří.

## Galerie

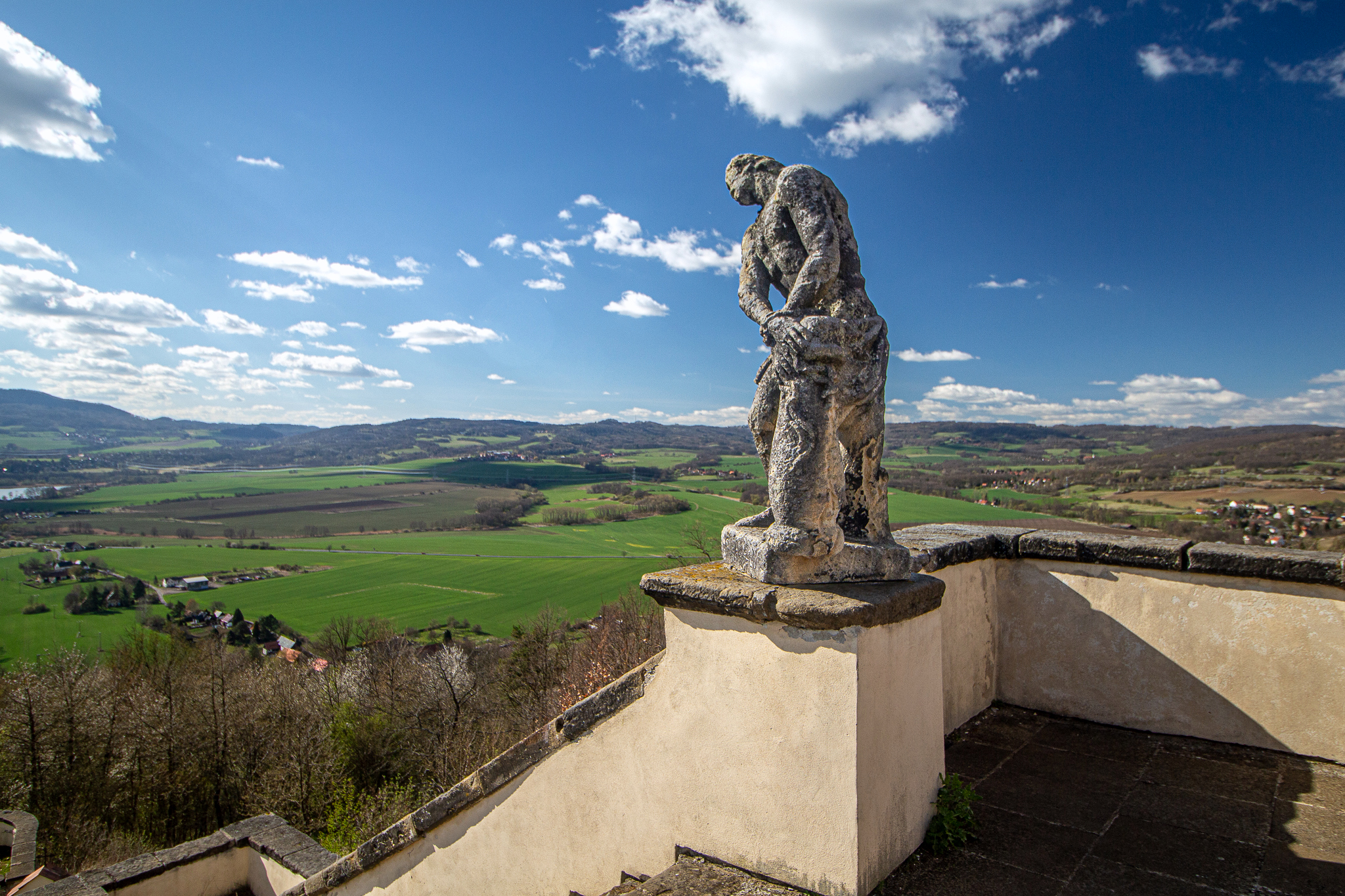
Socha zbičovaného Krista
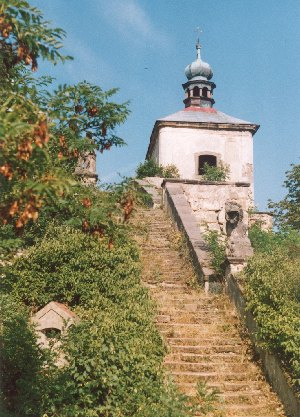
Kalvárie před vykácením náletových křovin
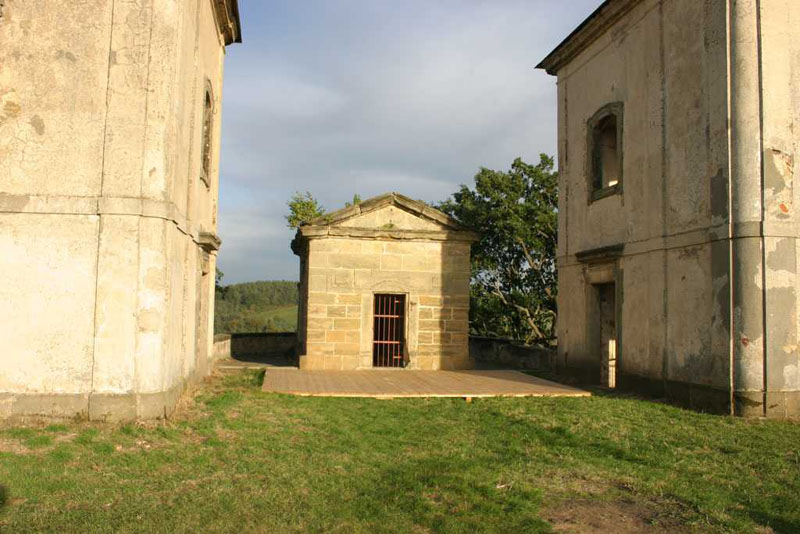
Kaple Božího hrobu
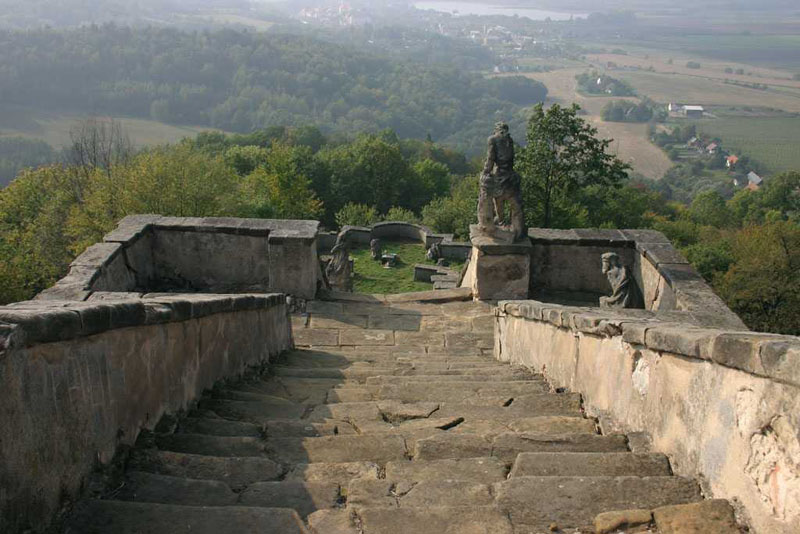
Pohled ze schodiště
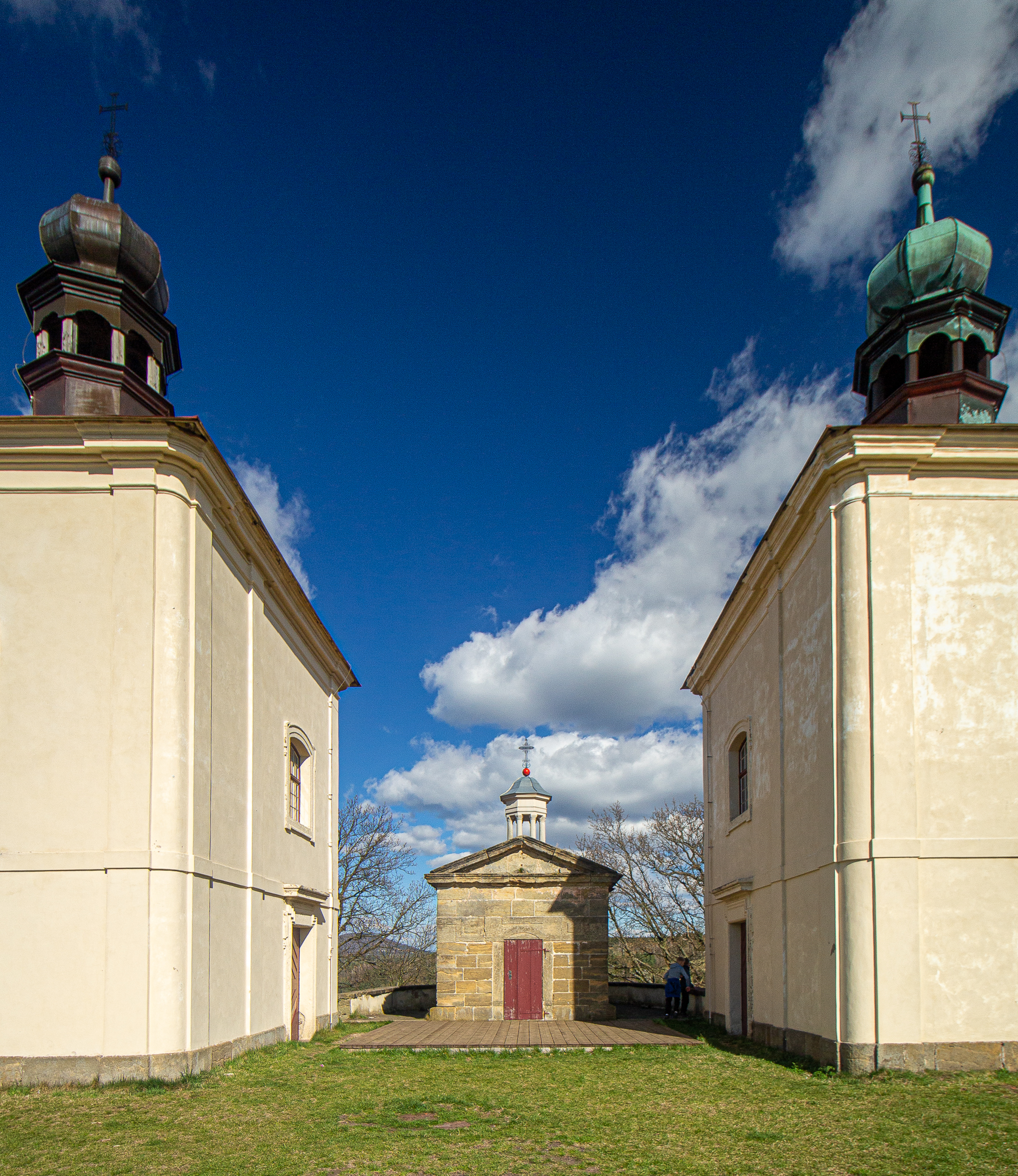
Kaple Nalezení a Povýšení sv. Kříže, uprostřed kaple Božího hrobu

## Přístup

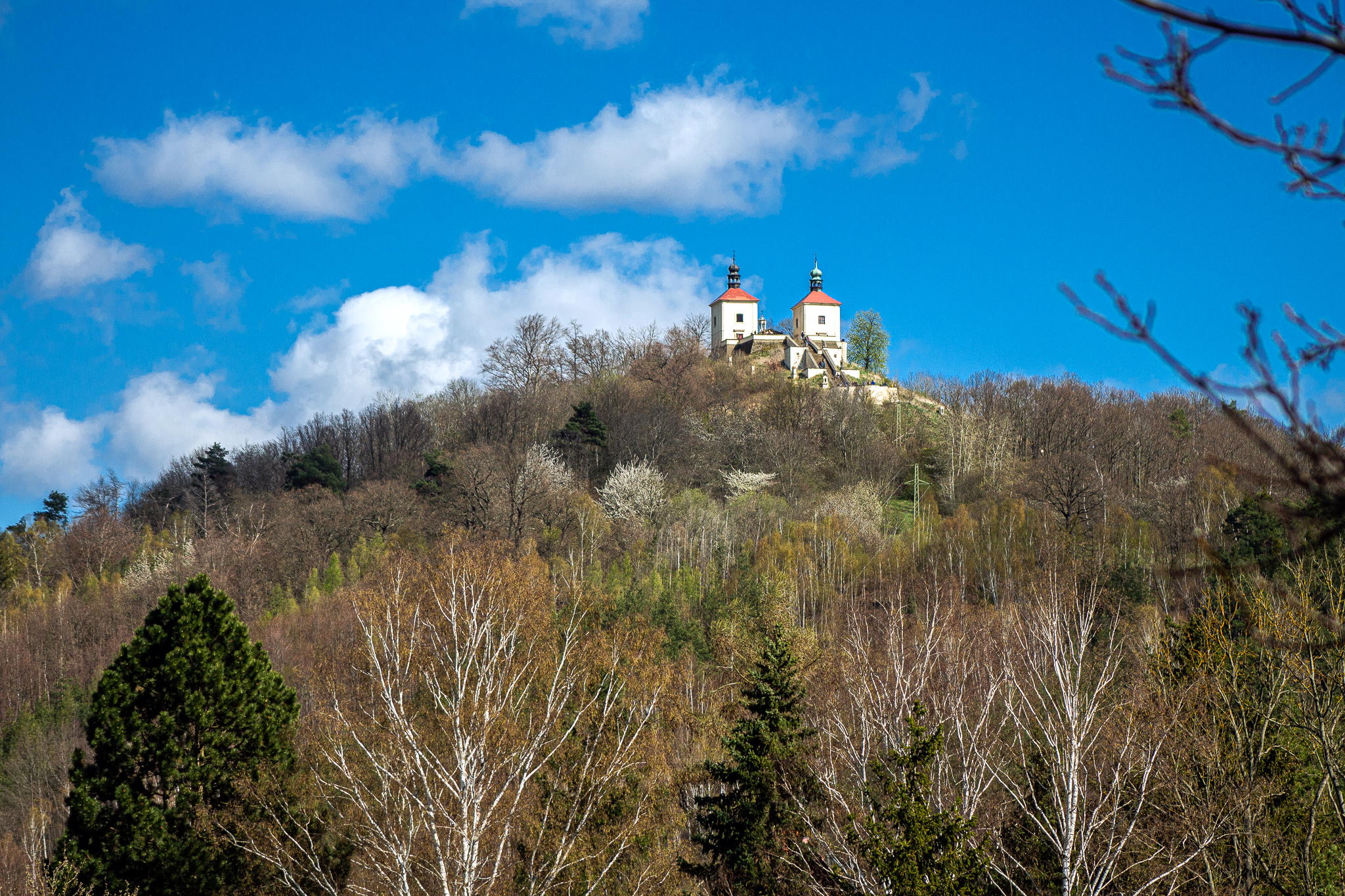
Pohled na Kalvárii od Konojed

Automobilem se dá nejblíže dojet pod vrch, resp. na parkoviště u jihovýchodního okraje vsi Ostré. Pěšky lze vystoupat až na vrcholovou stavbu. Vrch obkružuje od východu přes sever a jih žlutá turistická značka Lukovsko (rozc.)–Ostré (park.). Odbočka na křížovou cestu na Kalvárii je u značky Kostelíky.